# Svenn Seehusen
Svenn Ove Seehusen (17. maj 1918 i København – 29. oktober 1996) var en dansk journalist og frihedskæmper.

## Under Besættelsen
Han var søn af journalist, senere cand.polit., rodemester Kay Borgen Seehusen (1878-1935) og Ida Jørgensen (1890-1946) og gik i faderens fodspor som journalist. Han var politisk vakt, blev sekretær i Konservativ Ungdoms afdeling i København og blev ikke længe efter Danmarks besættelse i april 1940 sporet ind på modstandsarbejde. Allerede fra oktober 1940 udgav han National Pressetjeneste, som bragte stof, der var bortcensureret fra dagspressen. Fra 1942 var Seehusen virksom i den deciderede illegale presse, bl.a. Frit Danmark og som medstifter og medarbejder ved Hjemmefronten.
Sammen med ligesindede kolleger etablerede Seehusen fra 1941 en antinazistisk efterretningstjeneste, der forsynede redaktør Ebbe Munck i Stockholm med oplysninger.

### I Sverige
Fra marts 1943 blev han desuden leder af den engelske propagandatjeneste ("Black Propaganda") i Danmark, men efter samarbejdspolitikkens fald den 29. august 1943 måtte han i september måned flygte til Sverige med hjælp fra kroejer Henry Thomsen, Snekkersten.
I Sverige blev Seehusen redaktør af ugebladet Danskeren (fra november 1943) og månedsbladet Nyt fra Danmark (fra maj 1944) og var 30. marts 1944 med til at oprette modstandsbevægelsens kontaktudvalg i Stockholm, som skulle håndtere den stigende flygtningestrøm fra Danmark. Kontaktudvalgets arbejde var dobbelt: Det skulle hjælpe danske flygtninge i Sverige og koordinere samarbejdet mellem hjemmefronten og modstandsfolkene i eksil.
Blandt Seehusens opgaver var at sørge for, at den svenske nyhedsstrøm om modstandskampen ikke kunne komme til at skade modstandsfolk over for Gestapo i Danmark. I december 1944 blev der til dette formål oprettet en informationskomité, som fik Seehusen som medlem.
I Stockholm blev han også gift, den 5. marts 1945, med nurse Bodil Lind (23. september 1918 i Dalum - 29. oktober 1989), datter af grosserer Hjalmar Lind (1879-1970) og Marie Larsen (1879-1967).

## Efterkrigstiden

### Frihedsmuseet
Efter befrielsen fortsatte Svenn Seehusen arbejdet i modstandskampens ånd. Han blev generalsekretær for Frihedsrådets udstilling, der første gang vistes i Frimurerlogen i København i sommeren 1945. Han både ledede indsamlingen til Frihedsmuseet fra 1947 til dets indvielse 1957 og iværksatte et omfattende indsamlingsarbejde, som har resulteret i museets righoldige samling.
1965 blev Seehusen formand for Frihedskampens Veteraner. Han var en ledende kraft i fredningen af Frihedskampens grave, og 1974 blev han formand for Frihedsmuseets Venner.

### Karriere
Svenn Seehusen var propagandachef ved Dagbladet Information 1945-47, salgschef ved Ekstrabladet 1949–52, propagandachef ved Politiken 1952-60 og herefter direktør for Politikens oplagsafdeling indtil sin pensionering 1985.
Han var desuden 1947–51 pressesekretær for Dansk Pearyland Ekspedition og for Nationalmuseet 1947–48 samt generalsekretær for FN-hjælpen UNAC i Danmark 1948. Han blev Ridder af Dannebrogordenen i 1962 og senere Ridder af 1. grad.
Han er begravet på Garnisons Kirkegård.